# Christophe Fiatte
À ne pas confondre avec Christophe Fiat, écrivain et metteur en scène français.
Christophe Fiatte, né le 18 mai 1967 à Dijon et mort le 23 décembre 2015 dans la même ville, est un footballeur français. Il a évolué au poste de défenseur de la fin des années 1980 à la fin des années 1990.

## Biographie
Christophe Fiatte joue 226 matchs professionnels avec l'AS Red Star 93 entre 1989 et 1998. Il devient par la suite entraîneur adjoint du club francilien entre 2000 et 2002.
Il entraîne le club amateur de Fontaine-lès-Dijon en 2015, club ou son fils Bryan joue alors chez les équipes juniors[réf. souhaitée].
Tombé dans le coma à la suite d'une attaque cardiaque en décembre 2015, il meurt le 23 décembre, laissant derrière lui son épouse et un garçon de 8 ans, ainsi qu'un garçon de 24 ans et une fille de 21 ans nés d'une précédente union.